# Утасинай
Утасина́й (яп. 歌志内市 Утасинай-си) — город в Японии, расположен в округе Сорати губернаторства Хоккайдо. Площадь города составляет 55,99 км², население — 3937 человек (30 июня 2014), плотность населения — 70,32 чел./км². По состоянию на 8 декабря 2023 года, население составляет 2685 человек, проживающих в 1744 домохозяйствах, площадь 55,99 км², плотность населения 48 чел./км². Утасинай — самый малонаселённый город Японии.

## История
В прошлом Утасинай был процветающим городом, экономика которого была основана на добыче угля, с годовой производительностью около 700 тыс. тонн, но со временем объем добываемого угля значительно уменьшился после закрытия угольных шахт из-за спада угольной промышленности в Японии. В 1948 году население достигло максимальной величины в 46,000 человек.
С 1981 года Утасинай был единственным городом Японии с населением менее 10 000 человек в течение длительного времени. Другими городами, население которых было ниже 10,000 человек с октября 2012 года стал город Микаса, а с июня 2013 года город Юбари.
Для преодоления экономического спада в городе, вызванного закрытием угольных шахт, власти Утасиная решили переориентировать экономику города с добычи угля на туризм. Городок, прежде живший на добыче угля, теперь стал горнолыжным курортом альпийского типа, но это вызвало неоднозначную реакцию у общественности. В последние годы город уделяет особое внимание развитию туризма. В городе расположен Международный горнолыжный курорт Камоида и онсэн Камоида. Город развивает швейцарско-альпийскую тематику, ориентированную на туризм с рекламной стратегией, а многие здания в дальнейшем были построены в швейцарском архитектурном стиле шале. Горячие источники курорта называются лучшими после Тирольских, они известны по всему Хоккайдо за высокое качество воды. Однако, несмотря на эти новые проекты по улучшению города, Утасинай продолжает терять население, а также чувствует экономический застой. В 2007 году закрылась единственная старшая школа в городе, теперь школьники отправляются в Сунагаву, Акабиру или Такикаву для получения среднего образования.
- 1890 год — Открыта шахта Сорати;
- 1 июля 1897 год — Село Утасинай отделилось от посёлка Наэ (ныне город Сунагава).
- 1900 год — Основание села Асибецу.
- 1906 год — Утасинай становится муниципалитетом второго класса.
- 1919 год — Утасинай становится муниципалитетом первого класса.
- 1922 год — Отделяется село Акабира.
- 1 апреля 1940 год — Утасинай становится посёлком.
- Июль 1948 года — Пик народонаселения 46 171 человек[7]
- 1949 — Часть посёлка отделяется от Утасиная и объединяется с посёлком Камисунагава.
- 1 июля 1958 года — Утасинай становится городом.
- 1971 — Сумитомо закрывает шахту Утасинай.
- 1988 год — Закрывается шахта Камиутасинай.
- 1995 год — Закрывается шахта Сорати послужившая причиной основания поселка, а в дальнейшем города Утасинай.
- 2003 год — Создана конференция по слиянию Нака-Сорати.
- 2004 год — Конференция по слияниям Нака-Сорати расформирована.
- 2007 год
  - Март: Закрыта единственная старшая школа в городе — Хоккайдо Утасинай.
  - Ноябрь: Численность населения падает ниже 5000 человек.
- Март 2014 года — Численность населения падает ниже 4000 человек[6][7]
- Март 2021 года — Численность населения падает ниже 3000 человек[9]

## Бывшие мэры

### Село Утасинай (1897—1940)
- первый глава Като Томосабуро (июль 1897 — ноябрь 1898)
- второй глава Миками Ёситомо (ноябрь 1898 — июль 1899)
- третий глава Мацутани Эйтаро (июль 1899 — октябрь 1899)
- четвёртый глава Каяно Итихару (октябрь 1899 — июнь 1903)
- пятый глава Татэно Сюнтаро (июнь 1903 — март 1906)
- первый сельский глава Татэно Сюнтаро (апрель 1906 — август 1906)
- второй сельский глава Куросава Сакуватару (август 1906 — апрель 1909)
- третий сельский глава Асакура Коити (июль 1909 — июнь 1939)
- четвёртый сельский глава Абэ Хидэо (июль 1939 — июнь 1940)

### Посёлок Утасинай (1940—1958)
- первый глава посёлка Абэ Хидео (июль 1940 — февраль 1946)
- второй глава посёлка Хонда Сигэкити (февраль 1946 — ноябрь 1946)
- третий глава посёлка Ониси Мицуо (апрель 1947 — октябрь 1956)
- четвёртый глава посёлка Като Масао (ноябрь 1956 — июнь 1958)

### Город Утасинай (1958 — настоящее время)
- первый мэр города Като Масао (июль 1958 — октябрь 1974)
- второй мэр города Сайто Дзёити (ноябрь 1974 — сентябрь 1980)
- третий мер города Моринага Хироси (октябрь 1980 — октябрь 1988)
- четвёртый мэр города Хориути Хидэо (октябрь 1988 — октябрь 1992)
- пятый мэр города Кавахара Такаси (октябрь 1992 — октябрь 2004)
- шестой мэр города Идзумия Кадзуми (октябрь 2004 — октябрь 2012)
- седьмой мэр города Мураками Такаоки (октябрь 2012 — текущая должность)

## Географическое положение
Город расположен на острове Хоккайдо в губернаторстве Хоккайдо. С ним граничат города Асибецу, Акабира, Сунагава и посёлок Камисунагава. Река Панкеутасюнай, приток реки Исикари, течет через Утасинай. На северо-западе города находится гора Камой.

### Имя
Название происходит от айнского ota-us-nay (オタウㇱナイ), что означает «Река, связанная с песчаным пляжем».

## Население
Население города составляло 3937 человек (30 июня 2014), а плотность — 70,32 чел./км². Изменение численности населения с 1980 по 2005 годы:
| 1980 | 10 178 чел. |  |
| 1985 | 9612 чел.   |  |
| 1990 | 8279 чел.   |  |
| 1995 | 6867 чел.   |  |
| 2000 | 5941 чел.   |  |
| 2005 | 5221 чел.   |  |

В 2017 году население города составляло 3494 человека, в городе насчитывалось 2015 домохозяйств, площадь — 55,99 км², плотность населения — 62 чел./км². В марте 2021 года численность населения составляла менее 3000 человек. По состоянию на 8 декабря 2023 года, население составляло 2685 человек, проживающих в 1744 домохозяйствах, площадь 55,99 км², плотность населения 48 чел./км².
Изменение численности населения с 1970 по 2015 годы.
| Год  | Население |
| ---- | --------- |
| 1970 | 19334     |
| 1975 | 11778     |
| 1980 | 10178     |
| 1985 | 9612      |
| 1990 | 8279      |
| 1995 | 6867      |
| 2000 | 5941      |
| 2005 | 5221      |
| 2010 | 4390      |
| 2015 | 3585      |

## Символика
Деревом города считается Sorbus commixta, цветком — рододендрон, а птицей — Cettia diphone.

## Известные уроженцы и жители
- Син Сабури (1909—1982) — актёр и режиссёр.